# Cacoxenus campsiphallus
Cacoxenus campsiphallus är en tvåvingeart som beskrevs av Chassagnard och Tsacas 2003. Cacoxenus campsiphallus ingår i släktet Cacoxenus och familjen daggflugor. Inga underarter finns listade i Catalogue of Life.